# Witkruinlawaaimaker
De witkruinlawaaimaker of sneeuwkaptapuit (Cossypha niveicapilla) is een kleine insectenetende vogel die voorkomt in Afrika.

## Kenmerken
De vogel is 20,5 tot 22 cm lang en weegt 34 tot 45 g. De vogel lijkt sterk op de schubkaplawaaimaker (C. albicapillus), maar is veel kleiner en heeft een kortere staart en verder loopt het oranjebruin van de borst door tot de hals. De vogel is leigrijs van boven. De staart heeft zwarte middelste staartpennen. De kruin en wenkbrauwstreep zijn wit. De vogel is van onder oranjebruin. De snavel en de poten zijn zwart.

## Verspreiding en leefgebied
De vogel komt voor in grote delen van Sub-Saharisch Afrika van Midden-Mauritanië tot het oosten van Soedan en het westen van Ethiopië, rond het Victoriameer en in West-Afrika tot in het noordoosten van Angola
De vogel komt voor in de ondergroei van bossen, meestal half open bos in savannegebieden, dicht riviergeleidend bos met struikgewas, kustgebieden met struikgewas, mangrovebos, oude plantages en tuinen met veel schaduw en ondergroei. Meestal tot 1400 m. Soms ook berggebieden tot op 2400 m boven de zeespiegel in Oost-Afrika.

## Status
De grootte van de populatie is niet gekwantificeerd. Er is geen aanleiding te veronderstellen dat de soort in aantal achteruit gaat. Om deze reden staat de witkruinlawaaimaker als niet bedreigd op de Rode Lijst van de IUCN.

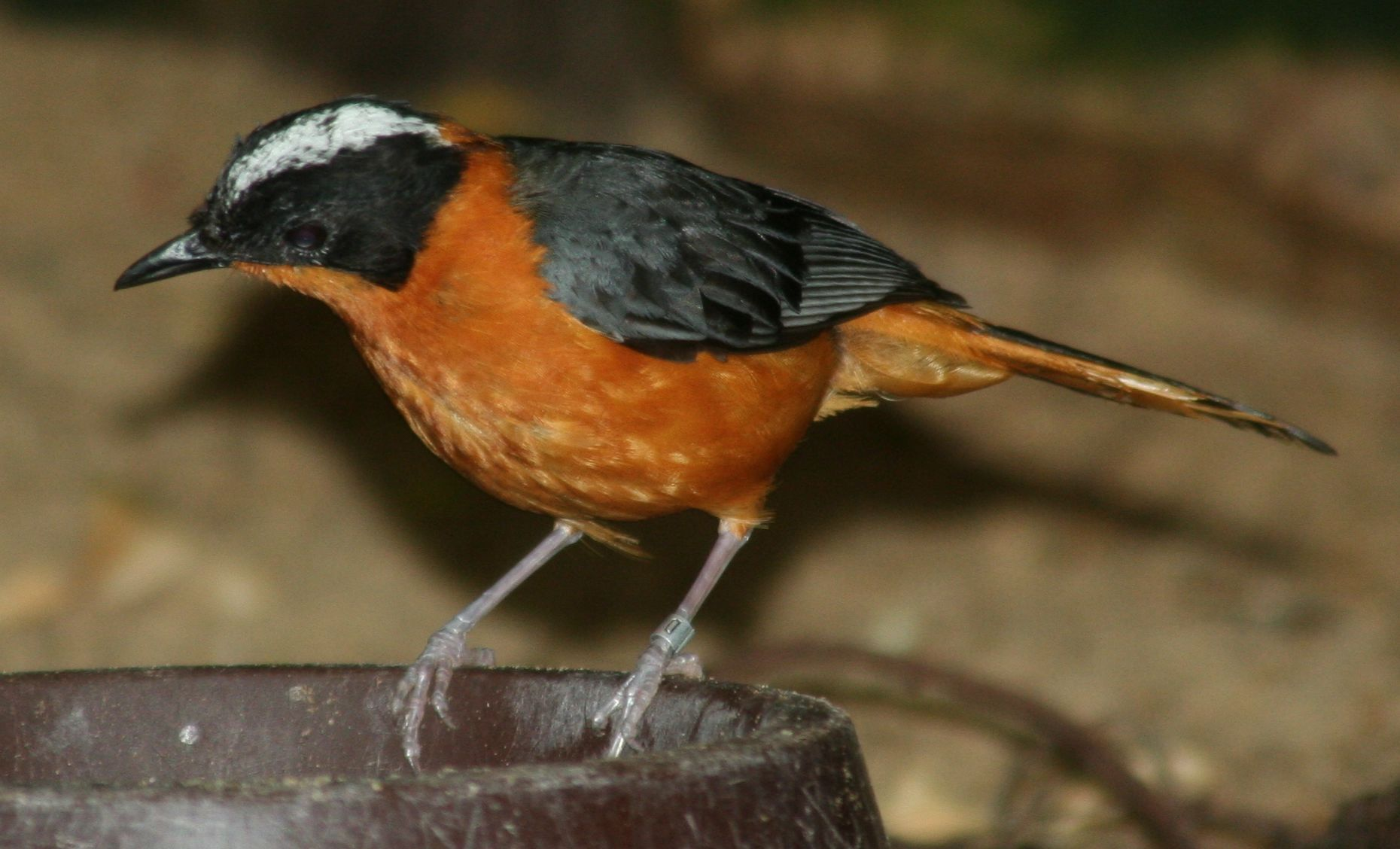